# Vårskærm
Vårskærm (Hacquetia epipactis) er en flerårig, urteagtig plante med en lav og opret, tæppedannende vækst. Hele planten er spinkel og lysegrøn med en endestillet, kompakt stand af gulgrønne blomster. Planten bruges som bunddække i halvskygge.

## Kendetegn
Vårskærm er en staude med en opret og tæppedannende vækst. Stænglerne er hårløse og furede, men runde i tværsnit. Bladene er grundstillede og hånddelte med savtakket rand. Begge bladsider er lysegrønne, dog med den forskel at oversiden er blank. Skuddet bærer blomsterstanden endestillet, og den springer ud allerede før bladene kommer frem, nemlig i maj-juni. Der er 6 højtsiddende svøbblade umiddelbart under den halvkugleformede, kompakte skærm. De enkelte blomster er ganske små og gulgrønne. Frugterne er kapsler med få frø i hver.
Rodsystemet består af krybende jordstængler og trævlede rødder.
Planten bliver 5-10 cm høj og det enkelte skud ca. 7 cm bredt. De flader, planten dækker, kan dog blive langt bredere.

## Hjemsted
Vårskærm findes i lyse løvskove i den centrale del af Europa, dvs. i Italien, Slovenien, Kroatien, Østrig, Tjekkiet, Slovakiet og Polen. Den foretrækker halvskygge til skygge og en jord, som er varm, veldrænet og kalkholdig, men ret næringsfattig.
I de Dinariske alper vokser der blandede løvskove på kalkbund, hvor Almindelig Bøg er dominerende. Her findes arten sammen med bl.a.
Acer obtusatum (en art af løn), bøg, almindelig humlebøg, almindelig julerose, almindelig ædelgran, efterårsblåaks, fembladet springklap, filthåret dværgmispel, frynseeg, Knautia drymeia (en art af blåhat), Scrophularia scopolii (en art af brunrod), skovbjergmynte, Sorbus graeca (en art af røn), sort gedeblad, storblomstret kodriver, sølvlind, trillinganemone, tungeblad, tyrkisk hassel, vårkærminde, ægte alpeviol og østrigsk gemserod.

## Galleri
|  |  |